# Городищенское (Львовская область)
Городищенское (укр. Городищенське) — село в Ходоровской городской общине Стрыйского района Львовской области Украины.
Население по переписи 2001 года составляло 554 человека. Занимает площадь 1,188 км². Почтовый индекс — 81724. Телефонный код — 3239.